# IGUi
iGUi é uma empresa brasileira que fabrica e comercializa piscinas em fibra de vidro (PRFV), localizada na cidade de Cedral, no estado de São Paulo, fundada pelo presidente Luis Filipe de Souza Sisson. Iniciou suas atividades em Gravataí, no estado do Rio Grande do Sul, em 1995. Produz equipamentos para filtragem, acessórios para área de lazer e produtos químicos para manutenção da água da piscina.
No início, tinha o nome de “Indústria da Piscina”, e com o passar dos anos, acabou mudando o nome para “iGUi”, que significa água em tupi-guarani (I, Y, Ig, Yg, ü, üg).

## História
A iGUi teve uma das grandes expansões em 2001, com a abertura de novas fábricas em vários estados brasileiros, como São Paulo, Bahia e Rio de Janeiro.
Em 2005, a iGUi começou sua expansão para a América Latina e abriu as primeiras lojas no exterior, começando por Navarro, na Argentina. No mesmo ano, a empresa entrou no mercado de franchising, abrindo várias franquias e conquistando a confiança do mercado, oferecendo cursos e apoio operacional para o funcionamento de cada franquia.

### Aumento dos negócios
2009 e 2010 foram os anos mais emergentes para a marca, pois houve um crescimento de 1000% em relação às franquias pelo Brasil. A rede de franquia foi premiada e vencedora do prêmio “As Melhores Franquias do Brasil” organizado pela revista Pequenas Empresas & Grandes Negócios, da Editora Globo.
Os novos modelos de piscina são feitos em fibra de vidro e recobertos por pastilhas de vidro, dando um acabamento realmente surpreendente, com a vantagem de fácil e rápida instalação, vindo a fazer frente às piscinas de alvenaria que são mais demoradas em sua construção, além do fator tempo.
Já em 2016, a rede foi vencedora da melhor categoria de franchising pela ABF (Associação Brasileira de Franchising).
Em 2018, a iGUI inaugurou cinco lojas na Austrália e uma fábrica nos Estados Unidos.
Em 2019, a empresa lançou sua universidade corporativa, a Universidade iGUI, disponível por meio da plataforma de educação à distância (EAD) de forma gratuita.

## Prêmios
- Eleita a Melhor Franqueadora do Brasil em 2016 pela ABF.
- Prêmio de Excelência em Franchising da ABF nos anos de 2013, 2014, 2015 e 2016.
- Menção honrosa da PEGN nos anos de 2011, 2012, 2013 ,2014, 2015[carece de fontes?] e 2016.[9]
- Prêmio de Melhor Franquia de 2011 da PEGN em Serviço Geral.[10]
- Franquia 5 estrelas 2021/2022 segundo a PEGN[11]
- Destaque Sustentabilidade da ABF em 2015.
- TOP OF MIND 2015[12] e 2021[13]
- Premiada pela ABF em 2015 nas categorias: Design Consciente e Produto Inovador.
- Melhor Franquia do Brasil eleita PEGN no ano de 2014.